# Rosso sangue (film 1986)
Rosso sangue (Mauvais Sang) è un film del 1986 scritto e diretto da Leos Carax, al suo secondo lungometraggio. Ha per protagonisti Michel Piccoli, Juliette Binoche e Denis Lavant.
È stato presentato in concorso al 37º Festival di Berlino.

## Trama
Durante un'anomala ondata di caldo che investe Parigi, un uomo muore cadendo sui binari della metropolitana. Una boss del crimine americana intima a due vecchi delinquenti, Marc e Hans, ex soci del morto, di restituire l'ingente somma che le doveva entro due settimane, pena conseguenze peggiori. I due allora escogitano un piano: rubare e rivendere il prezioso vaccino per la STBO, una malattia sessualmente trasmissibile che miete vittime tra i giovani e si contrae facendo sesso senza coinvolgimento emotivo.
Per far ciò reclutano Alex, figlio del morto e adolescente ribelle con un talento da prestigiatore: nonostante non fosse molto legato al padre, lui accetta nella speranza di cominciare una nuova vita con la ricompensa offertagli e si lascia alle spalle gli amici e la fidanzatina Lise, a cui regala la sua moto. Si innamora però di Anna, la giovane amante di Marc, che rappresenta per lui un amore impossibile. Viene anche contattato in segreto dall'americana, che ha scoperto il loro piano e gli offre una cifra maggiore per consegnarle direttamente il vaccino.
Alex ruba il siero dall'edificio governativo dov'era custodito, ma viene tradito da un amico, anch'esso innamorato di Lise, che chiama la polizia. Circondato, riesce a scappare solo grazie al provvidenziale arrivo proprio di Lise, in moto. Mentre il caldo lascia spazio a un'altrettanto improvvisa neve, Alex nasconde il bottino e va da Marc a riferirgli dove lo ha messo, quando viene sorpreso dall'americana e i suoi uomini, che gli sparano e gli rubano la fiala per punirlo del doppio gioco. Alex riesce a nascondere le proprie ferite ad Anna, Marc, Lise e Hans e si dirige con loro verso il volo che lo dovrebbe portare sulle Alpi svizzere dove cominciare la sua nuova vita, ma l'americana e i suoi uomini li raggiungono nuovamente, resisi conto che il contenuto della fiala è altrove. Ne nasce una sparatoria dove Marc li uccide tutti, ma Alex muore comunque tra le braccia di Anna sulla pista d'atterraggio per le ferite riportate in precedenza.

## Produzione
Dopo Boy Meets Girl, il venticinquenne Carax riceve un budget più considerevole, pari a 11 milioni di franchi. Le riprese del film, tenutesi prevalentemente in teatri di posa più alcuni esterni parigini, finiscono però per farlo lievitare fino a 15 milioni, durando 30 settimane invece delle 12 previste all'inizio a causa di continue interruzioni dovute al perfezionismo del regista, che lo porta anche a passare intere giornate senza girare nulla.
Il titolo originale proviene dalla poesia Cattivo sangue di Una stagione all'inferno di Arthur Rimbaud.

## Distribuzione
Il film viene distribuito nelle sale cinematografiche francesi a partire dal 26 novembre 1986. In Italia arriva «fugacemente» due anni più tardi, il 5 febbraio 1988.

## Accoglienza

### Incassi
Il film registra 504803 spettatori in Francia.

### Critica
Il film viene accolto entusiasticamente dalla critica, che gli assegnerà il premio Louis-Delluc. I Cahiers du cinéma lo inseriscono al quinto posto nella loro lista annuale dei migliori film dell'anno, a pari merito con Maine Ocean di Jacques Rozier. Uscendo contemporaneamente alle proteste studentesche contro la riforma universitaria del governo Chirac (un morto e 200 feriti), ma evitando volutamente qualsiasi riferimento politico o sociale, si attira però anche accuse di qualunquismo e reazionarismo; in quest'ultimo senso ne viene criticata inoltre la rappresentazione che dà dell'AIDS attraverso una malattia fittizia che si contrae "facendo l'amore senza amore".

## Riconoscimenti
- 1987 - Festival di Berlino
  - Premio Alfred Bauer
  - In concorso per l'Orso d'oro
- 1987 - Premi César
  - Candidatura per la migliore attrice a Juliette Binoche
  - Candidatura per la migliore promessa femminile a Julie Delpy
  - Candidatura per la migliore fotografia a Jean-Yves Escoffier

## Influenza
Rosso sangue è riconosciuto come un film generazionale ed influente per tutta una serie di cineasti e cinefili francesi. Tuttavia, il critico Jean-Marc Lalanne, scrivendo nel 2010 su Les Inrockuptibles, sostiene che tale eredità non sia mai stata raccolta, sottolineando l'arenarsi della «promettente carriera» di Carax in seguito ai problemi di produzione del successivo Gli amanti del Pont-Neuf e il fatto che «i giovani registi francesi del decennio successivo, in varia misura Beauvois, Desplechin, Kahn, Lvovsky, Poirier, Zonca» gli abbiano «preferito un ritorno al realismo, ai dialoghi, all'ancoraggio politico e sociale».
La carrellata che riprende la corsa senza meta di Alex con il brano di David Bowie Modern Love come colonna sonora è considerata la sequenza più celebre di tutto il film ed è stata definita una scena cult. Per Richard Brody del New Yorker: «l'esultanza auto-punitiva del selvaggio Lavant sulle note di Modern Love [...] è uno dei tanti momenti da antologia del film». Nel 2018, il sito web Vulture l'ha inserita al 10º posto nella sua lista delle migliori 50 scene di ballo della storia del cinema. Ne è stato realizzato un omaggio da parte di Noah Baumbach nel film Frances Ha (2012), dove, in una scena simile, la protagonista Greta Gerwig corre e balla per le strade di New York.